# Can Rossell (Olot)
|  | Aquest article tracta sobre Can Rossell d'Olot. Vegeu-ne altres significats a « Can Rossell (desambiguació)». |

Can Rossell fou una fàbrica tèxtil a la ciutat d'Olot (Garrotxa) catalogada a l'Inventari del Patrimoni Arquitectònic de Catalunya. El creixement urbà de finals del segle xix es realitza a Olot pel carrer Mulleres, el passeig de Sant Roc, el Firal i la plaça Palau. Tanmateix, els projectes de més envergadura d'aquest moment seran el passeig de Barcelona i la plaça Clarà. Aquest passeig és un dels conjunts arquitectònics urbanístics més remarcables de la vila. És interessant per la perfecta integració entre espais verds i les construccions, d'una qualitat arquitectònica notable. Destaquen Cal Malagrida, Can Pons i Tusquets, Cal Marquès de Monistrol (avui desapareguda), Cans Pons i Pasquals, etc.
L'edifici disposava de planta baixa i dos pisos superiors. Posteriorment es va bastir un tercer pis. Les seves línies eren totalment clàssiques predominant l'eix de simetria. Hi havia estucats amb motius geomètrics entre el primer i el segon pis les finestres tenien amplis guardapols. El teulat era a quatre vessants. Al costat dret hi havia un portal, que servia per càrrega i descàrrega en un pati interior. Al damunt hi havia l'anagrama de Can Rossell: els dos xais enfrontats.